# Кэндимен 3: День мертвецов
«Кэндимен 3: День мёртвых» (англ. Candyman 3: Day of the Dead) — фильм режиссёра Тури Мейера, снятый в 1999 году. Сиквел фильма «Кэндимэн 2: Прощание с плотью» и 3 фильм одноимённой франшизы. Фильм выпущен сразу на видео.

## Сюжет
Лос-Анджелес, накануне Дня Мёртвых. Здесь после смерти Энни Тэррант живёт прапраправнучка Кэндимена Кэролайн МакКивер. Её приятель, мексиканец Мигель, устраивает выставку произведений Дэниэля Робитайла, активно используя при этом образ маньяка-убийцы. Дело не обходится без пятикратного произнесения злополучного имени. В итоге на следующий день Мигеля и его подружку находят убитыми. В преступлении подозревают актёра Дэвида де ла Пас, который на открытии выставки сыграл роль Кэндимена.
Кэролайн пытается помочь Дэвиду, между ними возникает симпатия, но в этот момент является призрак и уничтожает юношу, а затем и подругу Тамару. Полицейские арестовывают девушку, однако при помощи Кэндимена ей удаётся бежать. Кэролайн пытается прибегнуть к помощи бабушки Дэвида, которая сообщает, что зло не может существовать без добра, так что нужно уничтожить и то добро, что осталось от Робитайла. МакКивер решает, что это картины, которые были похищены из галереи после смерти Мигеля.
В поисках картин Кэролайн попадает на собрание поклонников зла, которые вожделеют соединиться с Кэндименом. Призрак является на их зов и убивает одного за другим. Картины тоже исчезают, тогда девушка отправляется в другое подозрительное место, очередной ад на земле. Здесь она видит подвешенного на крюке своего друга Дэвида, который всё ещё жив. В этот момент появляется Кэндимен, который предлагает девушке умереть, однако та успевает уничтожить картины и тем самым нейтрализовать предка. Деяния же маньяка в итоге приписывают жестокому полицейскому Крафту.

## В ролях
1. Тони Тодд — Дэниэл Робитайль
2. Донна Д`Эррико — Кэролайн МакКивер
3. Алексия Робинсон — Тамара
4. Хсу Гарсия — Дэвид де ла Пас
5. Марк Адэр-Риос — Мигель Веласок
6. Люпе Онтиверос — Абуэла
7. Элизабет Губер — детектив Джеми Голд
8. Рена Риффел — Лена
9. Эрни Хадсон младший — детектив Джамал Мэтьюс
10. Уэйд Уильямс — лейтенант Сэмуэль Дикон Крафт
11. Майк Морофф — Тино
12. Роберт О’Рейли — Л. В. Сакко
13. Крис Ван Даль — Орнте
14. Элизабет Хэйес — Энни Тэррант